# Emanuel Merian

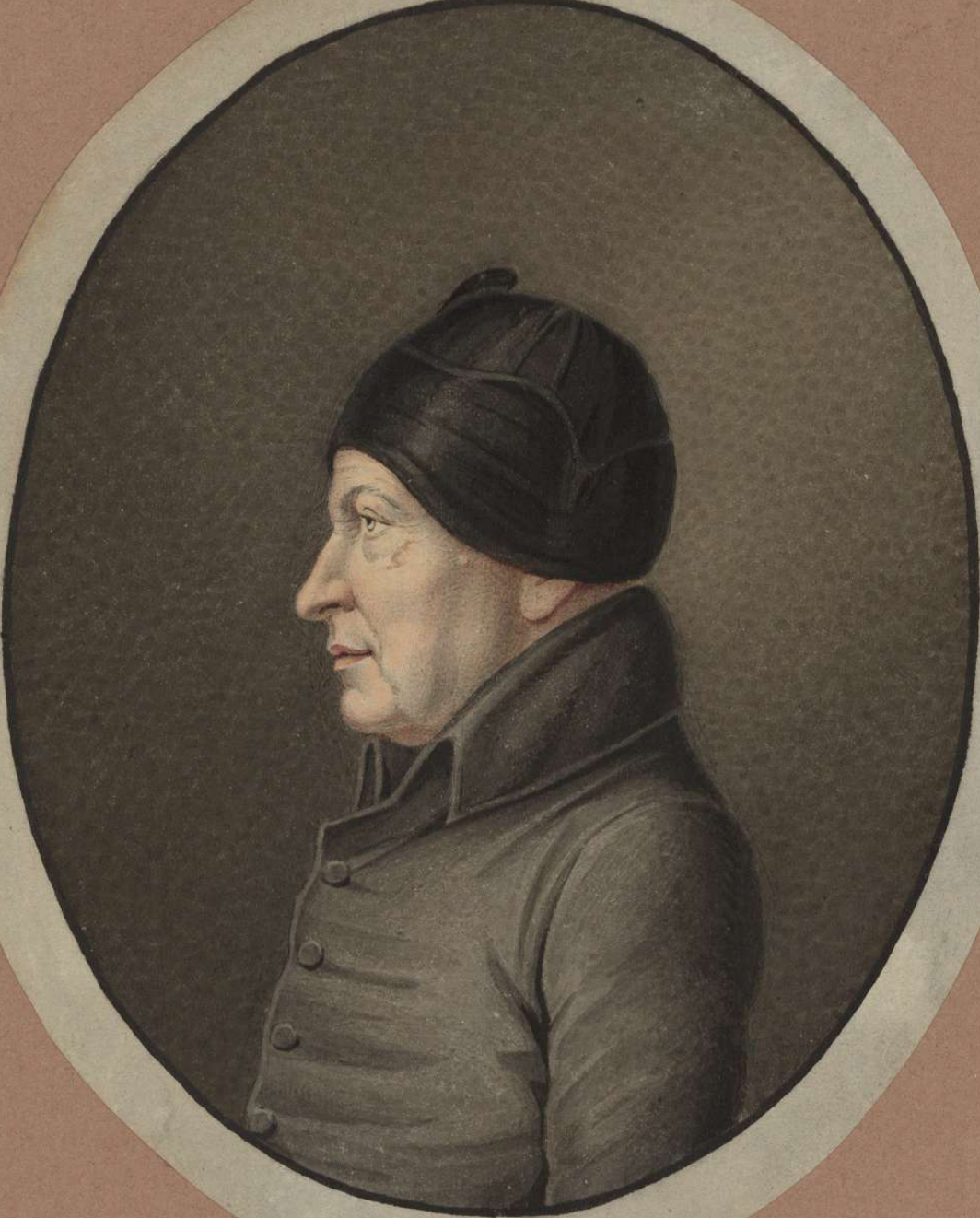
Emanuel Merian

Emanuel Merian (* 16. März 1732 in Rümlingen; † 13. Mai 1818 in Basel) war ein Schweizer evangelischer Geistlicher.

## Leben

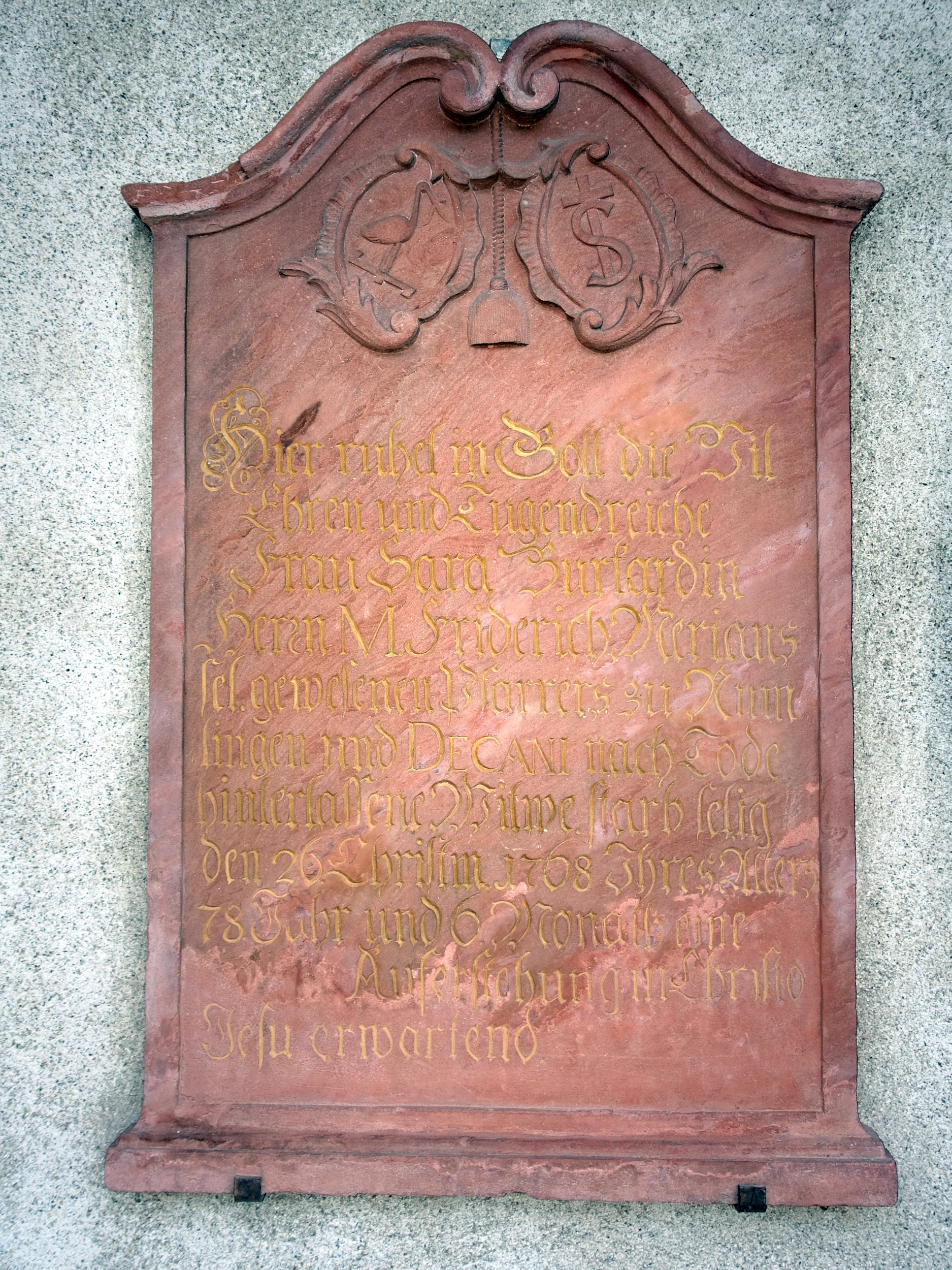
Epitaph für Sara Merian-Burkhardt (1690 – 26. April 1768) Theodorskirche Basel

Emanuel Merian war der Sohn des Pfarrers Friedrich Merian (1686–1760) und dessen Ehefrau Sara (geb. Burckhardt) (1690–1768).
Er begann 1744 ein Philosophiestudium und promovierte 1746 zum baccalaureus artium und 1747 zum Magister artium. 1747 begann er mit einem Theologiestudium. Er bewarb sich 1749 erfolglos um den Lehrstuhl für Moralphilosophie an der Universität Basel.
1752 erfolgte seine Ordination und von 1753 bis 1760 half er im Pfarramt seines Vaters. Darauf war er von 1760 bis 1764 Pfarrer in Bretzwil und in der Zeit von 1764 bis 1766 Helfer zu St. Leonhard in Basel. Er war von 1766 bis 1816 Pfarrer am Basler Münster und Antistes in Basel.
Emanuel Merian war seit 1763 mit Anna Katharina (geb. Merian) (1740–1831) verheiratet. Gemeinsam hatten sie drei Kinder. Sein Grab befindet sich neben dem von Johannes Oekolampad; in der Maria-Magdalena-Kapelle des Basler Münsters hängt seine lateinische Grabinschrift.

### Theologisches Wirken
Emanuel Merian gab mehrere Liedersammlungen und 1779 eine aufklärerisch gesinnte Anleitung für die Landschulmeister heraus. Er zählte anfänglich zu den Vertretern der Vernünftigen Orthodoxie, welche die Streitigkeiten der Schultheologie kritisierten und den lebendigen Glauben und die Heiligkeit des Lebens betonten sowie nach Gemeinsamkeiten der protestantischen Kirchen suchten. Aber durch die radikalen Folgen der Aufklärungs- und Revolutionsideen nahm er dann als Antistes eine zunehmend restaurative Position ein.
1809 schrieb er ein Gutachten für den Basler Bürgermeister zur Theorie der Geisterkunde von Johann Heinrich Jung-Stilling, was zum Verbot der Verbreitung der Theorie in Basel führte.

## Schriften (Auswahl)
- mit Johann Heinrich Faesch: Disquisitio historico critica de Philippi Cominaei commentariis rerum a Ludovico XI. & Carolo VIII. Galliae regibus gestarum / quam occasione vacantis histor. cathedrae. Ad diem 28. Aprilis placido submittet examini Io. Henricus Feschius, respondente nobilissimo iuvene Emanuele Meriano, Mag. C. Fil. Frid. in Eccles. Typis Ioh. Iac. Thurnisii, Eman. Fil., Basel 1747.
- mit Emanuel Faesch: Specimen historicum, sive notata quaedam circa constitutionem regni Francorum tempore Caroli Magni. Typis Ioh. Iacobi Thurnisii, Eman. Fil., Basel 1747.
- Emanuel Merian; Johann Heinrich Gleser: Theses philosophicae de libertate humana / quas occasione vacantis cathedrae professoris iuris naturae et gentium ad diem 4. Martii ann. 1749  examini subiiciebat Emanuel Merianus A.L.M. respondente iuvene doctissimo, ornatissimo Iohanne Henrico Glesero phil. stud. Typis Iohannis Conradi à Mechel viduae, Basel 1749.
- Tagebuch über meine Amtverrichtung vom 16. Aug. bis den 31. Dec. 1763 und 1764.
- Christliche Abschieds- und Antritts-Predigten. Johannes Schweighauser, Basel 1766.
- mit Felix Battier: Die Eigenschaften und Belohnungen wahrer Verehrer Gottes. Gedruckt bey Johannes Schweighauser, Basel 1767.
- Das Bild eines unwürdigen Regenten, der sich der Religion nicht annimmt. Gedruckt bey Nikolaus Kölner, Basel 1770.
- Die Geschichte des Leidens und Todes, der Auferstehung und Himmelfahrt unsers Herrn Jesu Christi. Gedruckt bey Emanuel Thurneysen, Basel 1771.
- Anleitung für die Landschulmeister. bey Gebrüdern von Mechel, Basel 1779.
- Das Lob der Tonkunst in der Frühlingspromotion der Schüler auf Burg in dem J. MDCCLXXXI. Gedruckt bey Emanuel Thurneysen, Basel  1781.
- Christoph Burckhardt; Emanuel Merian: Specimen philosophicum sistens interpretationem et explicationem elegiae II. lib. IV. Ovidii Tristium. ex Officina Guilielmi Haas, Basel 1789.
- Les Maximes Du Bon Citoyen. chez Emanuel Tourneysen, Basel  1790.
- Abgefordertes Gutachten einer ehrwürdigen Geistlichkeit der Stadt Basel über Herrn Dr. Jung's genannt Stilling Theorie der Geisterkunde. Basel 1809.